# Cane da lupo cecoslovacco
Il cane da lupo cecoslovacco, talvolta abbreviato in lupo cecoslovacco (Československý vlčiak in slovacco, Československý vlčák in ceco, in inglese Czechoslovakian Wolfdog), è una razza di cane, generalmente di taglia media, appartenente al gruppo dei pastori e bovari.
È una razza canina relativamente recente, nata da un esperimento condotto nel 1955 nell'allora Cecoslovacchia. Dopo aver creato una linea di selezione incrociando 48 esemplari di cane da pastore tedesco da lavoro con quattro lupi dei Carpazi (Brita, Argo, Sarik e Lejdy), il progetto fu quello di creare una razza di ibrido tra cane e lupo che avesse la tempra, la mentalità e l'addestrabilità di un pastore tedesco e la forza, le caratteristiche fisiche e la resistenza di un lupo: in sostanza l'aspetto del lupo e il carattere del cane.
Fu ufficialmente riconosciuta come razza nazionale in Cecoslovacchia nel 1982, mentre nel 1989 è divenuta standard FCI n.° 332, gruppo 1, sezione 1.

## Storia

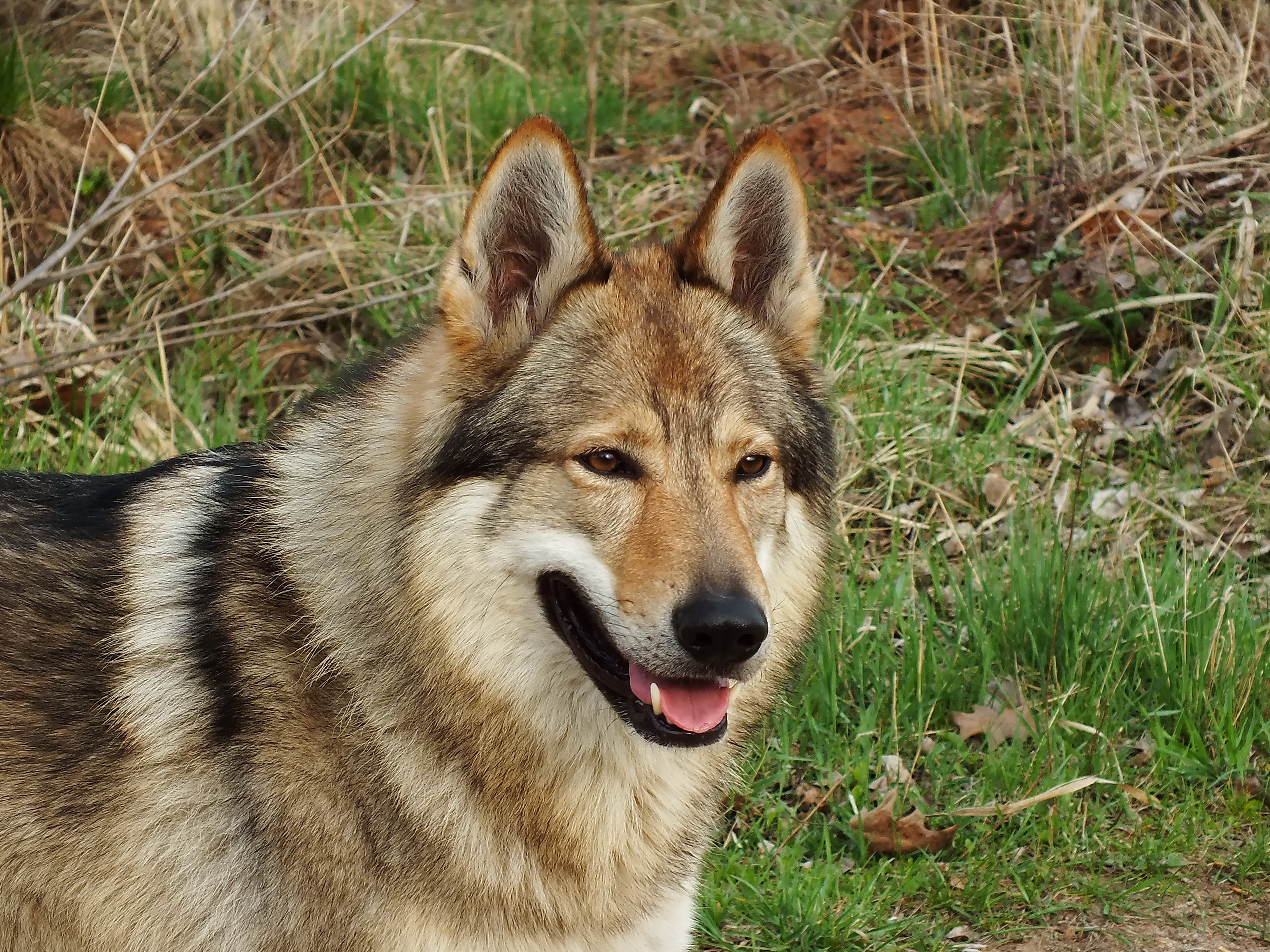
Pur avendo la testa fortemente lupina, rispetto al lupo il cane da lupo cecoslovacco ha orecchie e muso più larghi, derivategli dal pastore tedesco.

Karel Hartl, colonnello dell'esercito cecoslovacco, tentò di far accoppiare una femmina di lupo dei monti Carpazi – lupo grigio eurasiatico (Canis lupus lupus) – con due pastori tedeschi di colore grigio. Il primo era mite, addomesticato e completamente sottomesso; il secondo, invece, era selvatico, nato e cresciuto nei boschi e totalmente indipendente. Il primo tentativo di accoppiamento fallì a causa di una violenta reazione della lupa, che morse il pastore tedesco addomesticato sul collo staccandogli un pezzo di carne grosso quanto un pugno. Già l'anno seguente un secondo tentativo fu però coronato dal successo, segnando l'inizio vero e proprio della selezione. Questa volta ad accoppiarsi fu un solo pastore tedesco su due: quello selvatico. In seguito, ulteriori accoppiamenti hanno consentito di fissare i caratteri genetici e caratteriali della nuova razza.
Il cane da lupo cecoslovacco ha sì quattro lupi tra i progenitori, ma questo non significa che si possa attribuire una percentuale di sangue di lupo esatta alla razza. Per prima cosa, perché la diluizione del sangue è progressiva nelle generazioni, e in secondo luogo per via dell'influenza della selezione umana. Questa razza di recentissima selezione è stata creata allo scopo di ottenere cani sani e resistenti, ma facilmente addestrabili, da utilizzare originariamente nella guardia di confine dell'allora Cecoslovacchia. Recentemente si segnalano esemplari di questa razza utilizzati nella Protezione civile, nel soccorso alpino e per il salvataggio, assieme al (cane) lupo italiano, analogo incrocio tra pastore tedesco e lupo appenninico.
La razza ha una giovane età e vanta una selezione dal livello qualitativo variabile, soprattutto in Italia.

## Descrizione

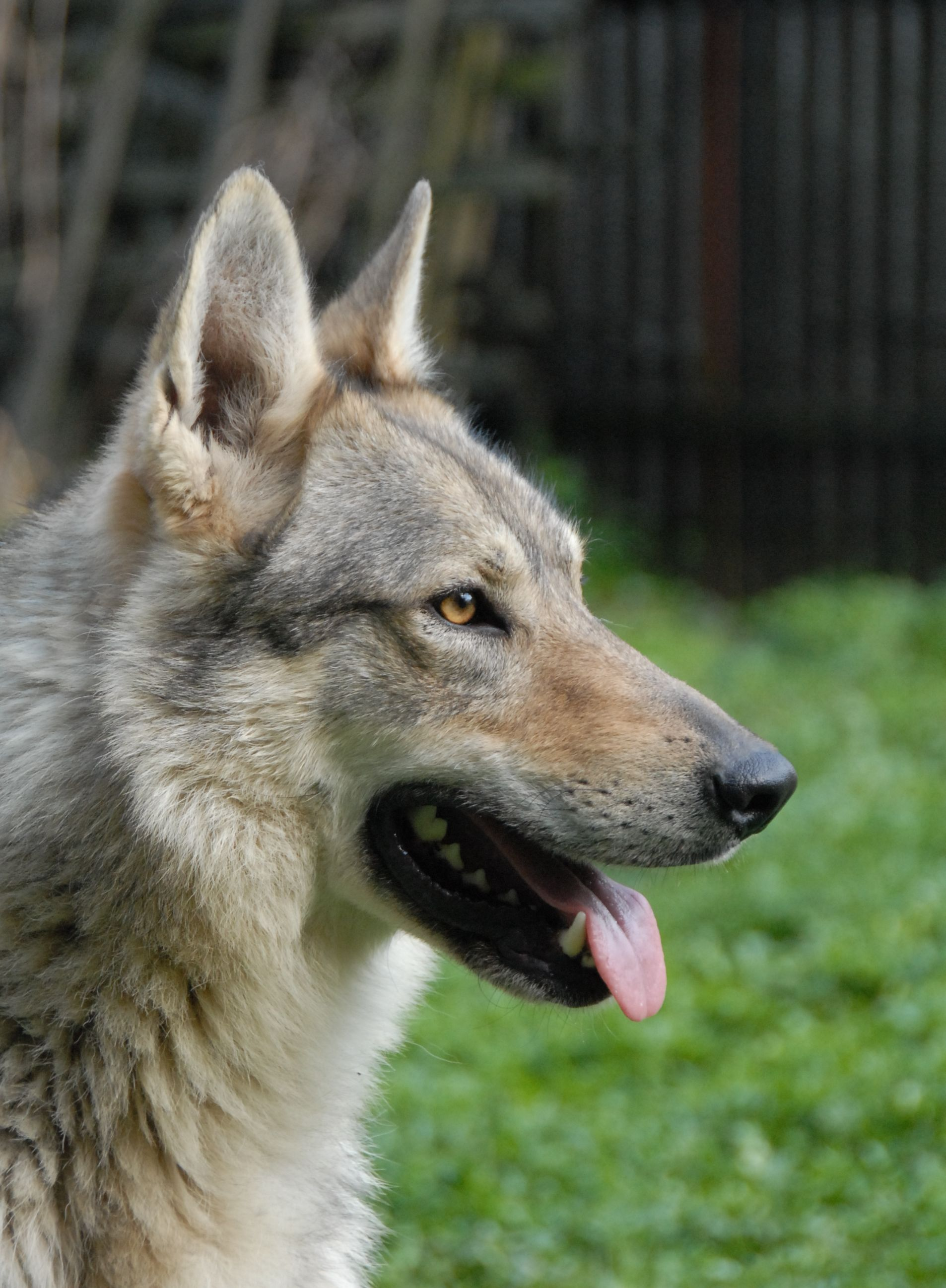
Testa

I colori accettati sono dal giallognolo grigiastro al grigio argento, con caratteristica maschera chiara. Il pelo è forte e liscio con abbondante sottopelo soprattutto durante la stagione fredda. Gli occhi piccoli e obliqui di color ambra. Le orecchie: piccole, triangolari e sottili. Il muso è netto e non ampio. Fronte leggermente arcuata con solco frontale non marcato. Zampe moderatamente arcuate con forti unghie nere.

## Carattere

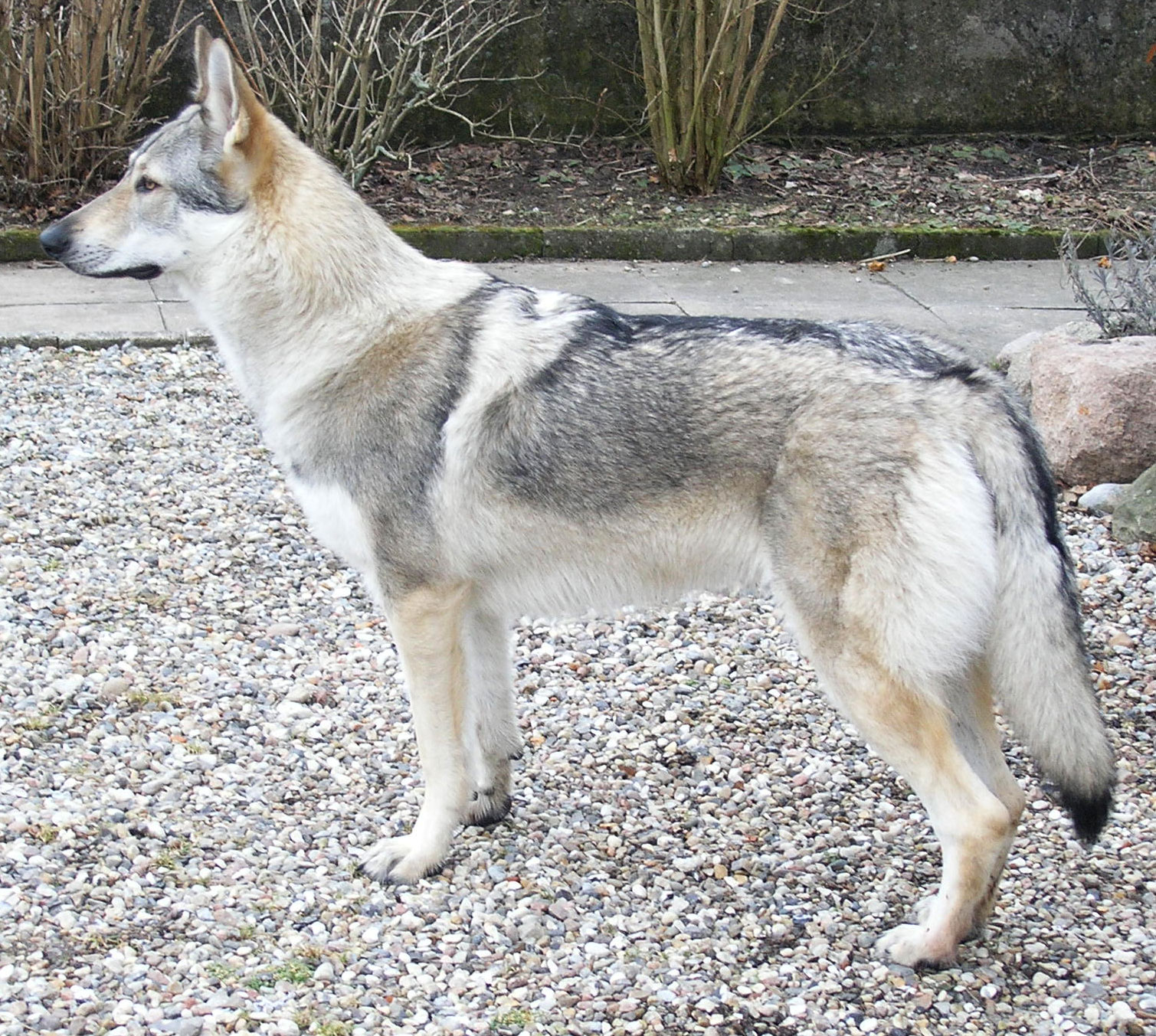
Un esemplare di cane da lupo cecoslovacco.

È un cane che instaura un bellissimo legame col suo proprietario, ma questo stesso legame si crea nel tempo con la giusta gestione del soggetto e costruendo un po' alla volta la fiducia tra cane e proprietario, a differenza di altre razze notoriamente docili, e quindi maggiormente collaborative con l'uomo, che per natura sono predisposte a creare da subito questo legame. Ciò significa che per avere un cane da lupo cecoslovacco collaborativo e "devoto" dobbiamo lavorare sodo e meritarci la sua fiducia. Non a caso nello standard si parla di cane sospettoso, ovvero che può avere diffidenza verso ciò che non conosce e di cui non si fida.
Attenzione a non leggere questo aspetto con negatività, non si deve intendere un cane che reagisce con aggressività o estrema paura bensì un cane che ha bisogno di maturare la propria fiducia in qualcuno o qualcosa (quanto tempo ci metta dipende dalle sue doti, ma questo è un discorso più complesso).
Il rapporto con i bambini è decisamente buono se il cane è abituato al contatto con essi, tanto che si può ben dire che questa razza è una sintesi tra Pastore Tedesco e lupo: il primo spicca per il senso di attaccamento alla famiglia, il secondo per l'istinto di protezione verso i "cuccioli" del branco. Nel complesso è un canide dal grande temperamento, vivace e molto attivo, e ha bisogno di tantissimo movimento.

## Cure

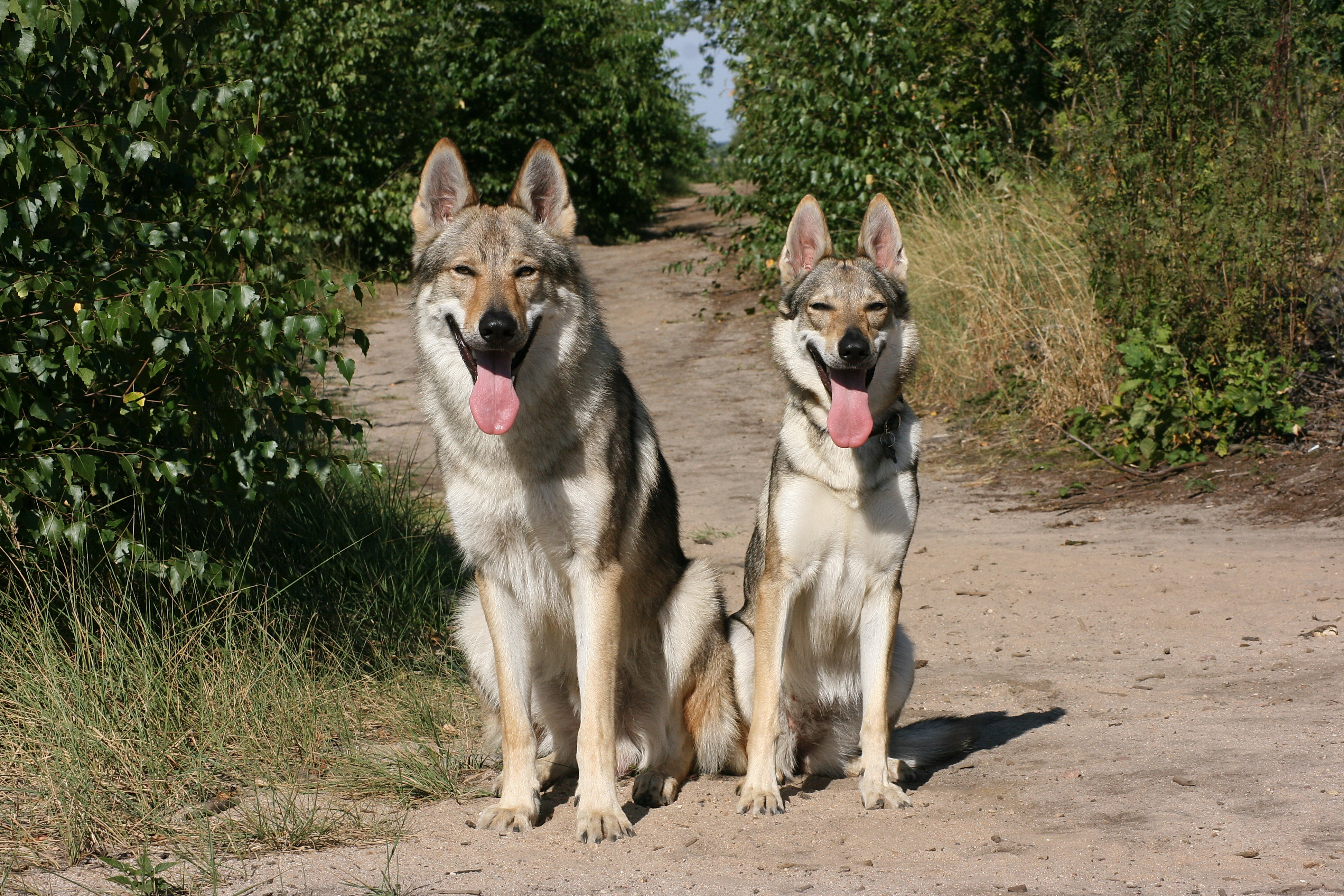
Un maschio (a sinistra) e una femmina (a destra) di cane da lupo cecoslovacco. Si notino le maggiori dimensioni del primo.

Una dieta ben equilibrata soprattutto in fase di accrescimento è quanto basta per ottenere un buon soggetto da adulto. Una cosa a cui è bene prestare attenzione sono i colpi di calore durante la stagione calda. In particolare, è bene evitare di lasciare il cane chiuso in macchina anche se con i finestrini aperti. Nel caso accadesse, occorre per prima cosa raffreddare il corpo dell'animale e contattare immediatamente il veterinario. Per quanto riguarda il mantello, è sufficiente non fargli mancare regolari spazzolate.

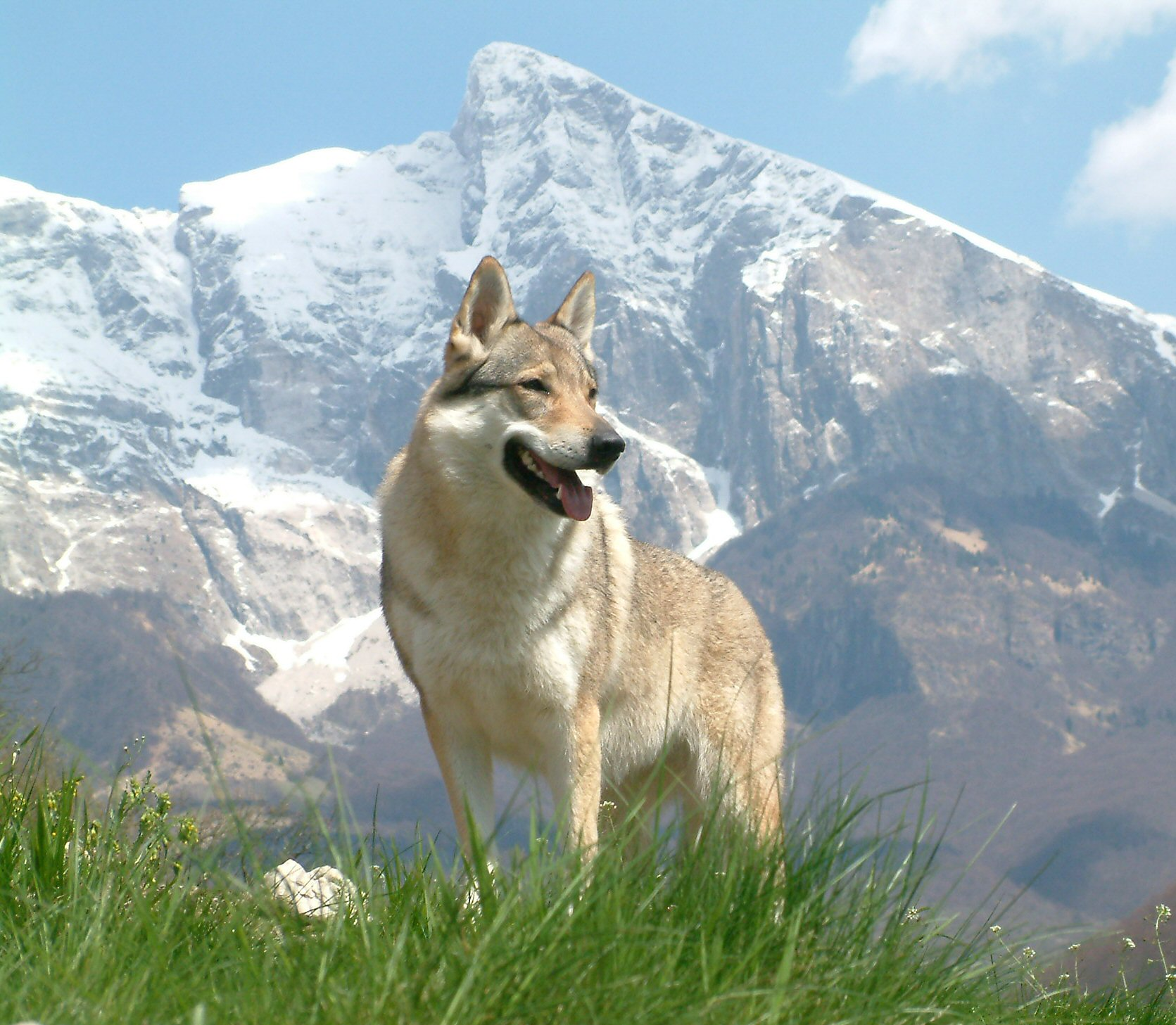
A differenza degli altri lupi ibridi, il cane da lupo cecoslovacco è un buon cane da lavoro e si adatta bene a diverse attività; una delle sue preferite è il trekking in montagna.

Il suo temperamento richiede un'educazione coerente e ferma e che sappia esaltarne le caratteristiche. È doveroso rendersi conto che si tratta di cani con un forte attaccamento, che può diventare quasi morboso, verso il proprio padrone umano, ossia il "capobranco". Non è facile meritarsi questa qualifica agli occhi del cane; soprattutto i maschi possono essere più dominanti e ben poco docili. Sono molto espressivi visualmente, retaggio della comunicazione nel branco, e attenti al volto umano e alle diverse posture. Fondamentale è la socializzazione costante, con cani e persone.

## Diffusione in Italia

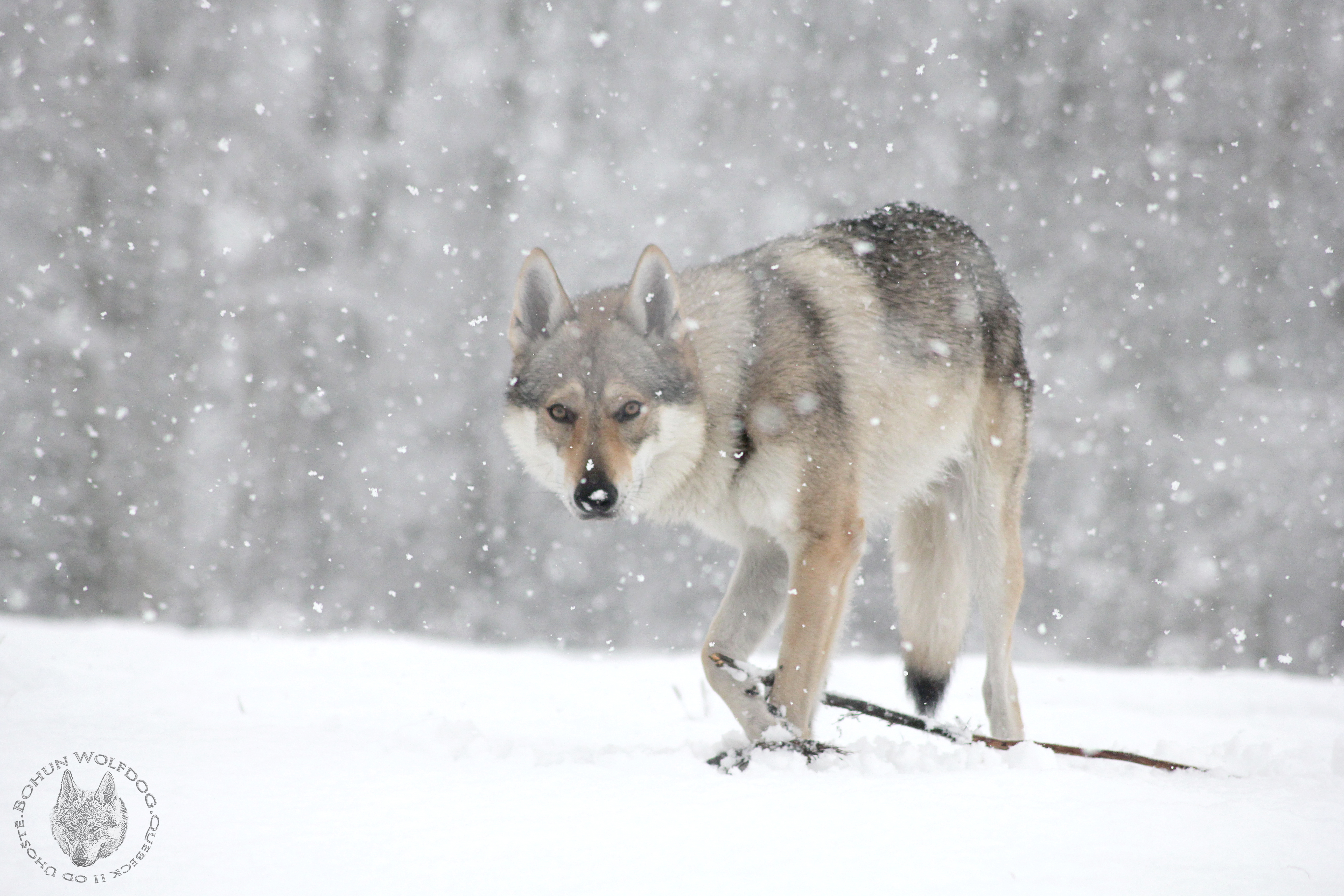
Per la sua agilità sulla neve, il cane da lupo cecoslovacco è spesso impiegato nel soccorso alpino.

Nel 2004 sono stati iscritti 336 cuccioli, e nel 2008 485 cuccioli, ai libri genealogici ENCI. Nel 2012 sono stati contati 1030 cuccioli, nel 2013 sono nati 1024 cuccioli e la sua diffusione continua ad aumentare, nonostante la complessità e le esigenze di questo cane.

## Caratteristiche
| Adatto per        | Non adatto per |
| ----------------- | -------------- |
| Protezione civile | Fly ball       |
| Trekking          |                |
| Scialpinismo      |                |
| Compagnia         |                |
| Agility dog       |                |